# Острогорське
Острого́рське (каз. Острогорское) — село у складі Буландинського району Акмолинської області Казахстану. Входить до складу Айнакольського сільського округу.
Населення — 80 осіб (2021; 161 у 2009, 230 у 1999, 366 у 1989).
Національний склад станом на 1989 рік:
- росіяни — 34 %;
- німці — 32 %.

У радянські часи село називалось Острогорка.